# Формула-1 — Гран-прі Монако 2007
Гран-прі Монако 2007 року — п'ятий етап чемпіонату світу з автоперегонів у класі Формула-1, відбувся з 24 по 27 травня 2007 року на вуличній трасі Монте-Карло в Монако. Перемогу на цих перегонах святкував дворазовий чемпіон світу іспанець Фернандо Алонсо з команди Макларен-Мерседес. Алонсо став володарем хет-трику на цьому гран-прі: виграв перегони, здобув поул-позишн та виграв спір серед пілотів за найшвидше коло.

## Цікаві факти
- Команда Макларен виграла 150-те гран-прі.
- Льюїс Хемілтон у п'ятому гран-прі в своїй кар'єрі уп'яте фінішував на подіумі.
- Феліпе Масса — 10-й подіум у кар'єрі.

## Класифікація

### Кваліфікація
|    | Пілот               | Команда            | 1 частина | 2 частина | 3 частина |
| -- | ------------------- | ------------------ | --------- | --------- | --------- |
| 1  | Фернандо Алонсо     | Макларен-Мерседес  | 1:16.059  | 1:15.431  | 1:15.726  |
| 2  | Льюїс Хемілтон      | Макларен-Мерседес  | 1:15.685  | 1:15.479  | 1:15.905  |
| 3  | Феліпе Масса        | Феррарі            | 1:16.786  | 1:16.034  | 1:15.967  |
| 4  | Джанкарло Фізікелла | Рено               | 1:17.596  | 1:16.054  | 1:16.285  |
| 5  | Ніко Росберг        | Вільямс-Тойота     | 1:16.870  | 1:16.100  | 1:16.439  |
| 6  | Марк Веббер         | Ред Булл-Рено      | 1:17.816  | 1:16.420  | 1:16.784  |
| 7  | Нік Хайдфельд       | Заубер-БМВ         | 1:17.385  | 1:15.733  | 1:16.832  |
| 8  | Роберт Кубіца       | Заубер-БМВ         | 1:17.584  | 1:15.576  | 1:16.955  |
| 9  | Рубенс Барікелло    | Хонда              | 1:17.244  | 1:16.454  | 1:17.498  |
| 10 | Дженсон Баттон      | Хонда              | 1:17.297  | 1:16.457  | 1:17.939  |
| 11 | Девід Култхард      | Ред Булл-Рено      | 1:17.204  | 1:16.319  |           |
| 12 | Александр Вюрц      | Вільямс-Тойота     | 1:17.874  | 1:16.662  |           |
| 13 | Вітантоніо Ліуцці   | Торо Россо-Феррарі | 1:16.720  | 1:16.703  |           |
| 14 | Ярно Труллі         | Тойота             | 1:17.686  | 1:16.988  |           |
| 15 | Хейкі Ковалайнен    | Рено               | 1:17.836  | 1:17.125  |           |
| 16 | Кімі Ряйкконен      | Феррарі            | 1:16.251  | нема часу |           |
| 17 | Ентоні Девідсон     | Супер Агурі-Хонда  | 1:18.250  |           |           |
| 18 | Скотт Спід          | Торо Россо-Феррарі | 1:18.390  |           |           |
| 19 | Адріан Сутіл        | Спайкер-Феррарі    | 1:18.418  |           |           |
| 20 | Ральф Шумахер       | Тойота             | 1:18.539  |           |           |
| 21 | Такума Сато         | Супер Агурі-Хонда  | 1:18.554  |           |           |
| 22 | Крістіан Альберс    | Спайкер-Феррарі    | нема часу |           |           |

### Перегони
|      | Пілот               | Команда            | Кіл | Час             | Старт | Очок |
| ---- | ------------------- | ------------------ | --- | --------------- | ----- | ---- |
| 1    | Фернандо Алонсо     | Макларен-Мерседес  | 78  | 1:40:29.329     | 1     | 10   |
| 2    | Льюїс Хемілтон      | Макларен-Мерседес  | 78  | +4.0            | 2     | 8    |
| 3    | Феліпе Масса        | Феррарі            | 78  | +69.1           | 3     | 6    |
| 4    | Джанкарло Фізікелла | Рено               | 77  | +1 коло         | 4     | 5    |
| 5    | Роберт Кубіца       | Заубер-БМВ         | 77  | +1 коло         | 8     | 4    |
| 6    | Нік Хайдфельд       | Заубер-БМВ         | 77  | +1 коло         | 7     | 3    |
| 7    | Александр Вюрц      | Вільямс-Тойота     | 77  | +1 коло         | 11    | 2    |
| 8    | Кімі Ряйкконен      | Феррарі            | 77  | +1 коло         | 16    | 1    |
| 9    | Скотт Спід          | Торо Россо-Феррарі | 77  | +1 коло         | 18    |      |
| 10   | Рубенс Барікелло    | Хонда              | 77  | +1 коло         | 9     |      |
| 11   | Дженсон Баттон      | Хонда              | 77  | +1 коло         | 10    |      |
| 12   | Ніко Росберг        | Вільямс-Тойота     | 77  | +1 коло         | 5     |      |
| 13   | Хейкі Ковалайнен    | Рено               | 76  | двигун          | 15    |      |
| 14   | Девід Култхард      | Ред Булл-Рено      | 76  | +2 кола         | 13    |      |
| 15   | Ярно Труллі         | Тойота             | 76  | +2 кола         | 14    |      |
| 16   | Ральф Шумахер       | Тойота             | 76  | +2 кола         | 20    |      |
| 17   | Такума Сато         | Супер Агурі-Хонда  | 76  | +2 кола         | 21    |      |
| 18   | Ентоні Девідсон     | Супер Агурі-Хонда  | 76  | +2 кола         | 17    |      |
| 19   | Крістіан Альберс    | Спайкер-Феррарі    | 70  | карданний вал   | 22    |      |
| схід | Адріан Сутіл        | Спайкер-Феррарі    | 53  | аварія          | 19    |      |
| схід | Марк Веббер         | Ред Булл-Рено      | 17  | коробка передач | 6     |      |
| схід | Вітантоніо Ліуцці   | Торо Россо-Феррарі | 1   | аварія          | 12    |      |

Найшвидше коло: Фернандо Алонсо — 1:15.284
Кола лідирування: Фернандо Алонсо — 73 (1-25, 29-50, 53-78); Льюїс Хемілтон — 5 (26–28, 51–52).